# オハッド・ナハリン
オハッド・ナハリン（Ohad Naharin、1952年6月22日 - ）は、イスラエルのコンテンポラリーダンサー、振付師。北部地区ミズラ出身。
22歳よりバットシェバ舞踊団にて活躍。マーサ・グレアム、モーリス・ベジャールに師事したニューヨーク留学を経て、1990年から同舞踊団の芸術監督を務めている。
2005年にはイスラエル賞を受賞している。
2015年に、ナハリンに密着したドキュメンタリー映画『ミスター・ガガ　心と身体を解き放つダンス』が公開された（日本での公開は2017年）。